# Final da Copa do Brasil de Futebol de 2007
A final da Copa do Brasil de Futebol de 2007 foi a 19ª final dessa competição brasileira de futebol organizada pela Confederação Brasileira de Futebol (CBF). Foi decidida por Fluminense e Figueirense em duas partidas e teve a equipe tricolor carioca como vencedora.
O primeiro duelo ocorreu em 30 de maio, no Maracanã, no Rio de Janeiro e as equipes empataram em 1–1. Já o segundo confronto aconteceu em 6 de junho, no Estádio Orlando Scarpelli, em Florianópolis, com a vitória do Fluminense por 1–0. No resultado agregado, 2–1 para o Fluminense que sagrou-se campeão, conquistando seu primeiro título da competição.

## Caminho até a final
| Fluminense          | Fluminense | Fluminense       | Fase             | Figueirense | Figueirense | Figueirense      |
| Adversário          | Agregado   | Jogos            | Fase             | Adversário  | Agregado    | Jogos            |
| ------------------- | ---------- | ---------------- | ---------------- | ----------- | ----------- | ---------------- |
| ADESG               | 8 – 1      | 2–1 (F); 6-0 (C) | Primeira fase    | Madureira   | 5 – 2       | 3–2 (F); 2–0 (C) |
| América de Natal    | 2 – 2 (gf) | 2–1 (F); 0-1 (C) | Segunda fase     | Noroeste    | 4 – 1       | 0–0 (F); 4–1 (C) |
| Bahia               | 3 – 3 (gf) | 1–1 (C); 2–2 (F) | Oitavas-de-final | Gama        | 6 – 3       | 4–2 (F); 2–1 (C) |
| Atlético Paranaense | 2 – 1      | 1–1 (C); 1–0 (F) | Quartas-de-final | Náutico     | 3 – 2       | 2–2 (F); 1–0 (C) |
| Brasiliense         | 5 – 3      | 4–2 (C); 1–1 (F) | Semifinal        | Botafogo    | 3 – 3 (gf)  | 2–0 (C); 1–3 (F) |

Legenda: (C) casa; (F) fora

## Jogo de ida
| 30 de maio    | Fluminense         | 1 – 1     | Figueirense  | Estádio do Maracanã, Rio de Janeiro                                 |
| 21:45 (UTC−3) | Adriano Magrão 88' | Relatório | Henrique 83' | Público: 64 669 Renda: R$ 476.653,00 Árbitro: SP Wilson Luiz Seneme |

| Fluminense | Figueirense |

| G              |  | Fernando Henrique |                               |     |
| LD             |  | Carlinhos         |                               |     |
| Z              |  | Thiago Silva      |                               |     |
| Z              |  | Luiz Alberto      |                               | 54' |
| LE             |  | Ivan              | Penalizado com cartão amarelo |     |
| V              |  | Fabinho           |                               | 65' |
| V              |  | Arouca            |                               |     |
| M              |  | Cícero            |                               | 69' |
| M              |  | Carlos Alberto    | Penalizado com cartão amarelo |     |
| A              |  | Alex Dias         | Penalizado com cartão amarelo |     |
| A              |  | Adriano Magrão    |                               |     |
| Substituições: |  |                   |                               |     |
| Z              |  | Roger             |                               | 54' |
| V              |  | David             |                               | 65' |
| M              |  | Thiago Neves      |                               | 69' |
| Treinador:     |  |                   |                               |     |
| Renato Gaúcho  |  |                   |                               |     |

| G              |  | Wilson         |                               |     |
| LD             |  | Diogo          |                               |     |
| Z              |  | Felipe Santana |                               |     |
| Z              |  | Chicão         | Penalizado com cartão amarelo |     |
| Z              |  | Vinícius       |                               |     |
| LE             |  | André Santos   | Penalizado com cartão amarelo |     |
| V              |  | Edson          |                               |     |
| V              |  | Henrique       |                               |     |
| M              |  | Ruy            |                               |     |
| M              |  | Cleiton Xavier |                               |     |
| A              |  | Victor Simões  |                               | 75' |
| Substituições: |  |                |                               |     |
| A              |  | Ramon Costa    |                               | 75' |
| Treinador:     |  |                |                               |     |
| Mário Sérgio   |  |                |                               |     |

| Bandeirinhas: SP Edmilson Corona SP Walter José dos Reis Quarto árbitro: RJ Antônio Frederico de Carvalho Schneider |

## Jogo de volta
| 6 de junho    | Figueirense | 0 – 1     | Fluminense | Estádio Orlando Scarpelli, Florianópolis                             |
| 21:45 (UTC−3) |             | Relatório | Roger 3'   | Público: 18 185 Renda: R$ 202.842,50 Árbitro: PR Héber Roberto Lopes |

| Figueirense | Fluminense |

| G              |  | Wilson         |                               |     |
| LD             |  | Anderson Luís  |                               | 24' |
| Z              |  | Felipe Santana |                               |     |
| Z              |  | Chicão         |                               |     |
| Z              |  | Vinícius       |                               | 34' |
| LE             |  | André Santos   |                               |     |
| V              |  | Diogo          |                               | 56' |
| V              |  | Henrique       |                               |     |
| M              |  | Ruy            |                               |     |
| M              |  | Cleiton Xavier |                               |     |
| A              |  | Victor Simões  |                               |     |
| Substituições: |  |                |                               |     |
| Z              |  | Edson          | Penalizado com cartão amarelo | 34' |
| M              |  | Fernandes      |                               | 24' |
| A              |  | Ramon Costa    |                               | 56' |
| Treinador:     |  |                |                               |     |
| Mário Sérgio   |  |                |                               |     |

| G              |  | Fernando Henrique |                               |     |
| LD             |  | Carlinhos         |                               |     |
| Z              |  | Thiago Silva      |                               |     |
| Z              |  | Roger             |                               |     |
| LE             |  | Júnior César      | Penalizado com cartão amarelo |     |
| V              |  | Fabinho           |                               |     |
| V              |  | Arouca            |                               |     |
| M              |  | Cícero            |                               |     |
| M              |  | Carlos Alberto    |                               | 77' |
| A              |  | Alex Dias         |                               | 84' |
| A              |  | Adriano Magrão    |                               | 70' |
| Substituições: |  |                   |                               |     |
| V              |  | David             |                               | 70' |
| M              |  | Thiago Neves      | Penalizado com cartão amarelo | 77' |
| A              |  | Rafael Moura      |                               | 84' |
| Treinador:     |  |                   |                               |     |
| Renato Gaúcho  |  |                   |                               |     |

| Bandeirinhas: PR Roberto Braatz RS Altemir Hausmann Quarto árbitro: SC Paulo Henrique de Godoy Bezerra |

## Premiação
| Copa do Brasil de 2007         |
| Rio de Janeiro                 |
| ------------------------------ |
| Fluminense Campeão (1º título) |